# 215P/NEAT
La comète NEAT, officiellement 215P/NEAT, est une comète périodique du système solaire, découverte le 8 mai 2002 par le programme NEAT.